# Boys in the Trees: A Memoir
Boys in the Trees: A Memoir é o título do livro autobiográfico da cantora estadunidense Carly Simon, publicado em 2015 pela Flatiron Books.
Baseado nos diários que ela escreveu ao longo de mais de trinta anos (dos sete aos trinta e oito anos), a cantora revela nesta obra sua infância de menina rica mas infeliz, os amores, os traumas, ansiedades e aventuras no mundo musical dos anos 1970, quando atingiu o sucesso, indo até o fim de seu casamento com o também cantor James Taylor, em 1983.
Coincidindo com a chegada da artista aos setenta anos nesta obra, ao contrário da maioria de autobiografias comuns em artistas brasileiros, a cantora não omite nada e faz um inventário de sua vida pessoal e profissional.
Além dos conhecidos relacionamentos, como o casamento com James Taylor, Simon fala de outros namorados como Jack Nicholson, Cat Stevens, Michael Crichton, Marvin Gaye, John Travolta, Paul Samwell-Smith ou Mick Jagger, que seria um romântico à moda antiga.

## Antecedentes
Já em 2010 a cantora manifestou que vinha cogitando escrever suas memórias, especialmente com o lançamento, naquele ano, de uma biografia de Warren Beatty do autor Peter Biskind; Carly disse que lera a obra em companhia de seu namorado, o cirurgião Richard Koehler pois não se sentira à vontade para fazê-lo sozinha.
Naquele ano ela declarou: "Eu estive flertando com a ideia de escrever uma autobiografia porque, conversando com Mike Nichols sobre todas essas biografias que saem ele me falou que nunca se deve cooperar com eles porque, olha o que eles fizeram com o Warren. Esse livro está cheio de imprecisões" - e adiantou: "Eu sei exatamente o que eu fiz todos os dias porque mantive um diário desde os sete anos de idade até 1983, quando me separei de James." Tendo nascido no mundo editorial dos livros, bem cedo ela começou a escrever seu diário e, depois de muitos anos compondo e escrevendo poemas ela finalmente se viu disposta a transformar este trabalho de registro memorial em um livro.
Em 2012 ela anunciou que iria publicar, pela Random House, suas memórias; o livro, então ainda sem título, falaria sobre sua infância como filha de Richard L. Simon, a gagueira que lhe mudou a vida, sua carreira meteórica na música, seus amores - inclusive o casamento com James Taylor.

## Recepção e crítica
Para a crítica Jude Rogers, do britânico The Guardian, é um "fabuloso livro de memórias onde a cantora de You're So Vain desnuda sua vida amorosa e sua tendência depressiva".
Nesta obra ela fala abertamente sobre a própria sexualidade, e o autor Christopher Bergland pondera sobre suas experiências que "algumas delas são de partir o coração; algumas são excitantes" e que seu "livro de memórias ajuda a desestigmatizar a depressão, a ansiedade e a psicoterapia"; ele ainda pondera que Simon desmistifica a ideia do sonho americano de conseguir dinheiro e fama seja a chave da felicidade, antes o contrário, ela mostra o quão surreal pode ser o mundo do estrelato retratado pelos tabloides.. Bergland conta ainda que no livro a cantora, ícone dos
anos 1970, revela seu processo criativo de forma bem humorada.